# Йерба мате
Йерба мате (Ilex paraguariensis), също Ерва мате (на испански: yerba mate; на португалски: erva-mate), е вид дърво, разпространено в субтропичния пояс на Южна Америка. За първи път е научно класифицирано от швейцарския ботаник М. Бертони през 1895 година.
От изсушените листа и филизи на растението се приготвя тонизиращата напитка мате.

## Разпространение
Йерба мате е разпространено в Североизточна Аржентина, Боливия, Уругвай, Парагвай и Южна Бразилия. Расте в диво състояние, но също така се култивира и в специални плантации.

## Биологическо описание
Йерба мате е вечнозелен храст или дърво с височина до 15 m.
Листата са назъбени, с дължина 7 – 11 cm и ширина 3 – 5,5 cm.
Цветовете са малки, зеленикаво-бели, с четирилистни.
Плодовете са червени, костилкови, с диаметър 4 – 6 mm.

## Химически състав
В листата на йерба мате се съдържат: бета-амирин, ванилин, вода, изовалерианова киселина, изокапронова киселина, инозитол, кофеин (матеин), 2,5-ксиленол, маслена киселина, неохлорогенова киселина, никотинова киселина (витамин B3), 4-оксилауринова киселина, пантотенова киселина (витамин B5), пиридоксин (витамин B6), белтъчини, рибофлавин (витамин B2), рутин, смола, стеаринова киселина, танин, теобромин, теофилин, тригонелин, 5-кофеоилхина киселина, хлорофил, холин, целулоза и др.

## Мате
Мате е традиционна южноамериканска тонизираща напитка, която се приготвя чрез накисване на изсушени и стрити листа и филизи на йерба мате в гореща вода.